# Cisco Inter-Switch Link
Pour les articles homonymes, voir ISL.
Cisco Inter-Switch Link (ISL) est un protocole propriétaire de Cisco qui permet de transférer des trames ethernet avec leur numéro de VLAN entre deux commutateurs ethernet ou entre un commutateur et un routeur.
Ce protocole a précédé le standard IEEE 802.1Q (dot1q). Cisco favorise désormais le protocole standard dans ses produits.

## Fonctionnement
ISL peut fonctionner sur des liens Fast Ethernet ou Gigabit Ethernet. Une liaison entre commutateurs sur laquelle ISL ou dot1q est actif est appelée un trunk. 
Une version d'ISL nommée Dynamic Inter-Switch Link Protocol (DISL) simplifie la création des trunks ISL entre commutateurs Fast Ethernet. Fast Etherchannel permet d'agréger plusieurs liens pour l'augmentation de la redondance et de la capacité entre deux commutateurs.
La version propriétaire de Spanning tree protocol appelée PVST fonctionne avec ISL. Elle permet de faire fonctionner une instance de Spanning-Tree par VLAN.

## Trame ISL
ISL ajoute un en-tête de 26 octets à chaque trame, contenant l'identificateur de 15 bits du numéro de VLAN et 4 octets de code de contrôle CRC à la fin de la trame. ISL peut communiquer 1000 numéros de VLAN
Le format de la trame ISL est le suivant : 
| Champ  | DA | TYPE | USER | SA | LEN | AAAA03(SNAP) | HSA | VLAN | BPDU | INDEX | RES | TRAME ENCAPS.    | FCS |
| Taille | 40 | 4    | 4    | 48 | 16  | 24           | 07  | 15   | 1    | 16    | 16  | 8 à 196 602 bits | 32  |